# ГЕС Некакса
ГЕС Некакса — гідроелектростанція у мексиканському штаті Пуебла. Знаходячись перед ГЕС Тепексік (45 МВт), становить верхній ступінь каскаду на річці Некакса, лівій притоці Теколутли (впадає до Мексиканської затоки між містами Тампіко та Веракрус).
Накопичення ресурсу для роботи каскаду відбувається за допомогою кількох водосховищ, переважно створених у верхній частині сточища Некакси: власне Некакса (45 млн м3 при площі поверхні 1,9 км2, утримується греблею висотою 56 метрів та довжиною 384 метра), Тенанго (43 млн м3, розташоване на однойменній правій притоці Некакси, яка впадає в останню нижче за греблю Некакса), Нексапа (16 млн м3, природним шляхом дренується до сховища Тенанго), Ла-Лагуна (44 млн м3, на лівій притоці Некакси вище по сточищу від греблі Некакса) та Лос-Рейєс (26 млн м3, знаходиться менше ніж за кілометр від Ла-Лагуна, проте відноситься до сточища річки Сан-Маркос, яка під назвою Cazones впадає до Мексиканської затоки за три десятки кілометрів північніше від устя Теколутли). Окрім прямого стоку, сховища поповнюються шляхом збору ресурсу з чотирьох десятків річок та струмків, що забезпечується системою каналів (загальна довжина біля 30 км) та тунелів (загальна довжина біля 50 км).
Від греблі Некакса по правобережжю прокладено три водоводи завдовжки 0,7 км, які розгалужуються на десять довжиною так само біля 0,7 км. З 1905 по 1950 роки на станції встановили десять турбін типу Пелтон, які наразі мають загальну потужність у 109 МВт (три по 7 МВт, три по 8 МВт та чотири по 16 МВт). Вони використовують напір у 443 метра та забезпечують виробництво 452 млн кВт-год електроенергії на рік.
Видача продукції відбувається по ЛЕП, розрахованій на роботу під напругою 220 кВ.